# Доверие к себе
Доверие к себе — эссе Ральфа Уолдо Эмерсона, опубликованное впервые в 1841 году. Одно из самых известных произведений Эмерсона.

## Краткое содержание
Доверие к себе, то есть доверие своим непосредственным интуитивным восприятиям, позволяет человеку полностью реализовать заложенный в нём потенциал («божественную идею»). Этому препятствуют конформизм, ложно понятая последовательность, почитание прошлого, подражание, страх огорчить близких. Преодолев эти препятствия, человек избавится от давления общества, обретет власть над судьбой и станет вровень с гениями человечества.